# Place Alexandre-Vincent
La place Alexandre-Vincent est un important carrefour de Nantes en France, situé dans le quartier Breil - Barberie.

## Situation et accès
Cette place se trouve au croisement de plusieurs axes importants : la route de Vannes, la rue de la Gaudinière, le boulevard des Américains, le boulevard Jean-XXIII et le boulevard Boulay-Paty.

Côté nord de la place

Côté sud de la place

## Origine du nom
La place rend honneur à Alexandre Vincent (1897-1975), avocat, bâtonnier du barreau de Nantes, adjoint au maire de Nantes, et qui sera nommé préfet de la Loire-Inférieure à la Libération en 1944, par Michel Debré.

## Historique
La création de la place est décidée à la suite d'une délibération du conseil municipal du 12 janvier 1931. L'église Sainte-Thérèse qui occupe le côté sud-ouest de celle-ci fut construite entre 1938 et 1959.
Elle prend sa dénomination actuelle par délibération du conseil municipal du 28 décembre 1950.
L'aménagement actuel de la place résulte des travaux de la ligne 3 du tramway et de la station Alexandre Vincent-Sainte-Thérèse mise en service en 2000.

## Bâtiments remarquables et lieux de mémoire
| Monument                                          | Adresse                                      | Coordonnées                        | Notice         | Protection | Date | Illustration               |
| ------------------------------------------------- | -------------------------------------------- | ---------------------------------- | -------------- | ---------- | ---- | -------------------------- |
| Ensemble paroissial, dont l'église Sainte-Thérèse | Place Alexandre-Vincent, Rue Chanoine-Larose | 47° 13′ 56″ nord, 1° 34′ 40″ ouest | « PA44000046 » | Inscrit    | 2011 | Image manquante Téléverser |